# Đội tuyển bóng đá quốc gia Ả Rập Xê Út
Đội tuyển bóng đá quốc gia Ả Rập Xê Út (tiếng Ả Rập: منتخب السعودية لكرة القدم) là đội tuyển bóng đá đại diện cho Ả Rập Xê Út và do Liên đoàn bóng đá Ả Rập Xê Út (SAFF) quản lý.
Được xem là một trong những đội tuyển bóng đá thành công nhất châu Á, Ả Rập Xê Út bắt đầu nổi lên thống trị đấu trường Asian Cup vào cuối thế kỷ 20 khi vô địch châu lục vào các năm 1984, 1988 và 1996, cân bằng với thành tích vô địch của Iran trước khi bị Nhật Bản vượt lên vào năm 2011. Đội còn nắm giữ kỷ lục về số lần lọt vào chung kết Asian Cup nhiều nhất trong lịch sử giải đấu (6 lần).
Ở cấp độ thế giới, đội đã lọt vào vòng 2 World Cup ngay trong lần đầu tham dự năm 1994 và từ đó có thêm năm lần góp mặt, nhưng đều không vượt qua được vòng bảng. Ả Rập Xê Út là đội tuyển châu Á đầu tiên lọt vào trận chung kết một giải đấu cấp cao của FIFA khi giành được ngôi Á quân giải Cúp Nhà vua Fahd 1992, giải đấu tiền thân của Cúp Liên đoàn các châu lục.

## Thành tích tại các giải đấu

### Giải vô địch thế giới
| Năm           | Vị trí                   | Thứ hạng                 | Số trận                  | Thắng                    | Hòa                      | Thua                     | Bàn thắng                | Bàn thua                 |
| ------------- | ------------------------ | ------------------------ | ------------------------ | ------------------------ | ------------------------ | ------------------------ | ------------------------ | ------------------------ |
| 1930 đến 1974 | Không tham dự            | Không tham dự            | Không tham dự            | Không tham dự            | Không tham dự            | Không tham dự            | Không tham dự            | Không tham dự            |
| 1978 đến 1990 | Không vượt qua vòng loại | Không vượt qua vòng loại | Không vượt qua vòng loại | Không vượt qua vòng loại | Không vượt qua vòng loại | Không vượt qua vòng loại | Không vượt qua vòng loại | Không vượt qua vòng loại |
| 1994          | Vòng 2                   | 12                       | 4                        | 2                        | 0                        | 2                        | 5                        | 6                        |
| 1998          | Vòng 1                   | 28                       | 3                        | 0                        | 1                        | 2                        | 2                        | 7                        |
| 2002          | Vòng 1                   | 32                       | 3                        | 0                        | 0                        | 3                        | 0                        | 12                       |
| 2006          | Vòng 1                   | 28                       | 3                        | 0                        | 1                        | 2                        | 2                        | 7                        |
| 2010 đến 2014 | Không vượt qua vòng loại | Không vượt qua vòng loại | Không vượt qua vòng loại | Không vượt qua vòng loại | Không vượt qua vòng loại | Không vượt qua vòng loại | Không vượt qua vòng loại | Không vượt qua vòng loại |
| 2018          | Vòng 1                   | 26                       | 3                        | 1                        | 0                        | 2                        | 2                        | 7                        |
| 2022          | Vòng 1                   | 25                       | 3                        | 1                        | 0                        | 2                        | 3                        | 5                        |
| 2026 đến 2030 | Chưa xác định            | Chưa xác định            | Chưa xác định            | Chưa xác định            | Chưa xác định            | Chưa xác định            | Chưa xác định            | Chưa xác định            |
| 2034          | Chủ nhà                  | Chủ nhà                  | Chủ nhà                  | Chủ nhà                  | Chủ nhà                  | Chủ nhà                  | Chủ nhà                  | Chủ nhà                  |
| Tổng          | Vòng 2                   | 12                       | 19                       | 4                        | 2                        | 13                       | 14                       | 44                       |

### Cúp châu Á
| Năm           | Vị trí        | Thứ hạng      | Số trận       | Thắng         | Hòa           | Thua          | Bàn thắng     | Bàn thua      |
| ------------- | ------------- | ------------- | ------------- | ------------- | ------------- | ------------- | ------------- | ------------- |
| 1956 đến 1972 | Không tham dự | Không tham dự | Không tham dự | Không tham dự | Không tham dự | Không tham dự | Không tham dự | Không tham dự |
| 1976          | Bỏ cuộc       | Bỏ cuộc       | Bỏ cuộc       | Bỏ cuộc       | Bỏ cuộc       | Bỏ cuộc       | Bỏ cuộc       | Bỏ cuộc       |
| 1980          | Không tham dự | Không tham dự | Không tham dự | Không tham dự | Không tham dự | Không tham dự | Không tham dự | Không tham dự |
| 1984          | Vô địch       | 1             | 6             | 3             | 3             | 0             | 7             | 3             |
| 1988          | Vô địch       | 1             | 6             | 3             | 3             | 0             | 5             | 1             |
| 1992          | Á quân        | 2             | 5             | 2             | 2             | 1             | 8             | 3             |
| 1996          | Vô địch       | 1             | 6             | 3             | 2             | 1             | 11            | 6             |
| 2000          | Á quân        | 2             | 6             | 3             | 1             | 2             | 11            | 8             |
| 2004          | Vòng 1        | 13            | 3             | 0             | 1             | 2             | 3             | 5             |
| 2007          | Á quân        | 2             | 6             | 4             | 1             | 1             | 12            | 6             |
| 2011          | Vòng 1        | 15            | 3             | 0             | 0             | 3             | 1             | 8             |
| 2015          | Vòng 1        | 10            | 3             | 1             | 0             | 2             | 4             | 4             |
| 2019          | Vòng 2        | 12            | 4             | 2             | 0             | 2             | 6             | 3             |
| 2023          | Vòng 2        | 10            | 4             | 2             | 2             | 0             | 5             | 2             |
| 2027          | Chủ nhà       | Chủ nhà       | Chủ nhà       | Chủ nhà       | Chủ nhà       | Chủ nhà       | Chủ nhà       | Chủ nhà       |
| Tổng          | Vô địch (3)   | Vô địch (3)   | 52            | 23            | 15            | 14            | 74            | 50            |

### Cúp Liên đoàn các châu lục
| Năm           | Vị trí                    | Thứ hạng                  | Số trận                   | Thắng                     | Hòa                       | Thua                      | Bàn thắng                 | Bàn thua                  |                           |
| ------------- | ------------------------- | ------------------------- | ------------------------- | ------------------------- | ------------------------- | ------------------------- | ------------------------- | ------------------------- | ------------------------- |
| 1992          | Á quân                    | 2                         | 2                         | 1                         | 0                         | 1                         | 4                         | 3                         |                           |
| 1995          | Vòng bảng                 | 5th                       | 2                         | 0                         | 0                         | 2                         | 0                         | 2                         |                           |
| 1997          | Vòng bảng                 | 7th                       | 3                         | 1                         | 0                         | 2                         | 1                         | 8                         |                           |
| 1999          | Hạng tư                   | 4                         | 5                         | 1                         | 1                         | 3                         | 8                         | 16                        |                           |
| 2001 đến 2017 | Không giành quyền tham dự | Không giành quyền tham dự | Không giành quyền tham dự | Không giành quyền tham dự | Không giành quyền tham dự | Không giành quyền tham dự | Không giành quyền tham dự | Không giành quyền tham dự | Không giành quyền tham dự |
| Tổng          | Á quân                    | 2                         | 12                        | 3                         | 1                         | 8                         | 13                        | 31                        |                           |

### Thế vận hội
| Năm           | Vị trí                   | Thứ hạng                 | Số trận                  | Thắng                    | Hòa                      | Thua                     | Bàn thắng                | Bàn thua                 |
| ------------- | ------------------------ | ------------------------ | ------------------------ | ------------------------ | ------------------------ | ------------------------ | ------------------------ | ------------------------ |
| 1900 đến 1980 | Không tham dự            | Không tham dự            | Không tham dự            | Không tham dự            | Không tham dự            | Không tham dự            | Không tham dự            | Không tham dự            |
| 1984          | Vòng 1                   | 16                       | 3                        | 0                        | 0                        | 3                        | 1                        | 10                       |
| 1988          | Không vượt qua vòng loại | Không vượt qua vòng loại | Không vượt qua vòng loại | Không vượt qua vòng loại | Không vượt qua vòng loại | Không vượt qua vòng loại | Không vượt qua vòng loại | Không vượt qua vòng loại |
| Tổng          | Vòng 1                   | 16                       | 3                        | 0                        | 0                        | 3                        | 1                        | 10                       |

### Á vận hội
| Năm           | Vị trí        | GP            | W             | D             | L             | GS            | GA            |
| ------------- | ------------- | ------------- | ------------- | ------------- | ------------- | ------------- | ------------- |
| 1951 đến 1974 | Không tham dự | Không tham dự | Không tham dự | Không tham dự | Không tham dự | Không tham dự | Không tham dự |
| 1978          | 10            | 3             | 0             | 2             | 1             | 3             | 4             |
| 1982          | Hạng ba       | 6             | 3             | 2             | 1             | 7             | 4             |
| 1986          | Á quân        | 6             | 3             | 2             | 1             | 9             | 6             |
| 1990          | 5             | 3             | 2             | 1             | 0             | 6             | 0             |
| 1994          | 5             | 5             | 3             | 0             | 2             | 9             | 10            |
| 1998          | Không tham dự | Không tham dự | Không tham dự | Không tham dự | Không tham dự | Không tham dự | Không tham dự |
| Tổng cộng     | Hạng ba       | 23            | 11            | 7             | 5             | 34            | 24            |

### Giải vô địch Tây Á
| Năm           | Vị trí        | GP            | W             | D             | L             | GS            | GA            |               |
| ------------- | ------------- | ------------- | ------------- | ------------- | ------------- | ------------- | ------------- | ------------- |
| 2000 đến 2010 | Không tham dự | Không tham dự | Không tham dự | Không tham dự | Không tham dự | Không tham dự | Không tham dự | Không tham dự |
| 2012          | Vòng bảng     | 3             | 1             | 1             | 1             | 1             | 1             |               |
| 2014          | Vòng bảng     | 2             | 0             | 1             | 1             | 1             | 4             |               |
| 2019          | Vòng bảng     | 3             | 0             | 1             | 2             | 1             | 5             |               |
| Tổng          | Vòng bảng     | 8             | 1             | 3             | 4             | 3             | 10            |               |

### Cúp vịnh Ả Rập
| Năm  | Vị trí        | Thứ hạng      | GP            | W             | D             | L             | GS            | GA      |
| ---- | ------------- | ------------- | ------------- | ------------- | ------------- | ------------- | ------------- | ------- |
| 1970 | Hạng ba       | 3             | 3             | 0             | 2             | 1             | 2             | 4       |
| 1972 | Á quân        | 2             | 3             | 2             | 1             | 0             | 10            | 2       |
| 1974 | Á quân        | 2             | 3             | 3             | 0             | 1             | 9             | 6       |
| 1976 | Vòng bảng     | 5             | 6             | 2             | 0             | 4             | 8             | 14      |
| 1979 | Hạng ba       | 3             | 6             | 3             | 2             | 1             | 14            | 4       |
| 1982 | Vòng bảng     | 4th           | 5             | 2             | 1             | 2             | 6             | 4       |
| 1984 | Hạng ba       | 3             | 6             | 3             | 1             | 2             | 9             | 8       |
| 1986 | Hạng ba       | 3             | 6             | 3             | 0             | 3             | 9             | 9       |
| 1988 | Hạng ba       | 3             | 6             | 2             | 3             | 1             | 5             | 4       |
| 1990 | Bỏ cuộc       | Bỏ cuộc       | Bỏ cuộc       | Bỏ cuộc       | Bỏ cuộc       | Bỏ cuộc       | Bỏ cuộc       | Bỏ cuộc |
| 1992 | Hạng ba       | 3             | 5             | 3             | 0             | 2             | 6             | 4       |
| 1994 | Vô địch       | 1             | 5             | 4             | 1             | 0             | 10            | 4       |
| 1996 | Hạng ba       | 3             | 5             | 2             | 2             | 1             | 8             | 6       |
| 1998 | Á quân        | 2             | 5             | 3             | 2             | 0             | 5             | 2       |
| 2002 | Vô địch       | 1             | 5             | 4             | 1             | 0             | 10            | 3       |
| 2003 | Vô địch       | 1             | 6             | 4             | 2             | 0             | 8             | 2       |
| 2004 | Vòng bảng     | 5             | 3             | 1             | 0             | 2             | 4             | 5       |
| 2007 | Hạng ba       | 3             | 4             | 2             | 1             | 1             | 4             | 3       |
| 2009 | Á quân        | 2             | 5             | 3             | 2             | 0             | 10            | 0       |
| 2010 | Á quân        | 2             | 5             | 2             | 2             | 1             | 6             | 2       |
| 2013 | Vòng bảng     | 5th           | 3             | 1             | 0             | 2             | 2             | 3       |
| 2014 | Á quân        | 2             | 5             | 3             | 1             | 1             | 9             | 5       |
| 2017 | Vòng bảng     | 6             | 3             | 1             | 1             | 1             | 2             | 3       |
| 2019 | Á quân        | 2             | 5             | 3             | 0             | 2             | 7             | 5       |
| 2023 | Vòng bảng     | 6             | 3             | 1             | 0             | 2             | 3             | 4       |
| 2024 | Chưa xác định | Chưa xác định | Chưa xác định | Chưa xác định | Chưa xác định | Chưa xác định | Chưa xác định |         |
| Tổng | Vô địch       | 1             | 109           | 56            | 25            | 28            | 163           | 102     |

### Cúp Ả Rập
| Năm           | Vị trí        | GP            | W             | D             | L             | GS            | GA            |
| ------------- | ------------- | ------------- | ------------- | ------------- | ------------- | ------------- | ------------- |
| 1963 đến 1966 | Không tham dự | Không tham dự | Không tham dự | Không tham dự | Không tham dự | Không tham dự | Không tham dự |
| 1985          | Hạng ba       | 4             | 2             | 1             | 1             | 7             | 3             |
| 1988          | Vòng bảng     | 4             | 0             | 2             | 2             | 1             | 4             |
| 1992          | Á quân        | 4             | 2             | 1             | 1             | 7             | 5             |
| 1998          | Vô địch       | 4             | 4             | 0             | 0             | 12            | 3             |
| 2002          | Vô địch       | 6             | 5             | 1             | 0             | 11            | 3             |
| 2009          | Hủy           | Hủy           | Hủy           | Hủy           | Hủy           | Hủy           | Hủy           |
| 2012          | Hạng tư       | 4             | 1             | 1             | 2             | 6             | 5             |
| 2021          | Vòng bảng     | 3             | 0             | 1             | 2             | 1             | 3             |
| Tổng          | Vô địch       | 29            | 13            | 8             | 8             | 44            | 26            |

## Danh hiệu
- Cúp bóng đá châu Á:

Vô địch: 1984; 1988; 1996
Á quân: 1992; 2000; 2007
- Cúp bóng đá vịnh Ả Rập:

Vô địch: 1994; 2002; 2003
Á quân: 1972; 1974; 1998; 2009; 2010; 2014
Hạng ba: 1970; 1979; 1984; 1986; 1988; 1992; 1996
- Cúp bóng đá Ả Rập:

Vô địch: 1998; 2002
Á quân: 1995
Hạng ba: 1985
- Bóng đá tại Đại hội Thể thao châu Á:

 1986
 1982

## Trang phục thi đấu
Trang phục thi đấu sân nhà của đội tuyển Ả Rập Xê Út là màu trắng truyền thống và trang phục sân khách của đội là màu xanh lá cây (màu cờ).

### Các nhà tài trợ trang phục
| Nhà tài trợ    | Giai đoạn |
| -------------- | --------- |
| Admiral        | 1976–1980 |
| Puma           | 1980–1984 |
| Faison         | 1984–1990 |
| Adidas         | 1990–1993 |
| Shammel        | 1994–2001 |
| Adidas         | 2001–2003 |
| Le Coq Sportif | 2004–2005 |
| Puma           | 2005–2010 |
| Nike           | 2011–2022 |
| Adidas         | 2023–2024 |

## Trận đấu

### 2024
| 4 tháng 1 Giao hữu | Ả Rập Xê Út       | 1–0 | Liban | Doha, Qatar                                            |  |
| 16:30 UTC+3        | - Al-Buraikan 48' |     |       | Sân vận động: Sân vận động Al Janoub Lượng khán giả: 0 |  |

| 9 tháng 1 Giao hữu | Palestine | 0–0                  | Ả Rập Xê Út         | Doha, Qatar                                            |  |
| 18:30 UTC+3        |           | Report Report (SAFF) | - S. AL-Dawsari 52' | Sân vận động: Sân vận động Al Janoub Lượng khán giả: 0 |  |

| 10 tháng 1 Giao hữu | Ả Rập Xê Út                          | 2–0 | Hồng Kông | Al Wakrah, Qatar                     |  |
| 18:30 UTC+3         | - Ghareeb 21' (ph.đ.) - Al-Sqoor 86' |     |           | Sân vận động: Sân vận động Al Janoub |  |

| 16 tháng 1 Bảng F AFC Asian Cup 2023 | Ả Rập Xê Út                      | 2–1      | Oman                     | Al Rayyan, Qatar                                                                              |  |
| 20:30 UTC+3                          | - Ghareeb 78' - Al-Bulaihi 90+6' | Chi tiết | - Al-Yahyaei 14' (ph.đ.) | Sân vận động: Sân vận động Quốc tế Khalifa Lượng khán giả: 41,987 Trọng tài: Shaun Evans (Úc) |  |

| 21 tháng 1 Bảng F AFC Asian Cup 2023 | Kyrgyzstan | 0–2      | Ả Rập Xê Út                 | Al Khor, Qatar                                                                              |  |
| 20:30 UTC+3                          |            | Chi tiết | - Kanno 35' - Al-Ghamdi 84' | Sân vận động: Sân vận động Al Bayt Lượng khán giả: 39,557 Trọng tài: Iida Jumpei (Nhật Bản) |  |

| 25 tháng 1 Bảng F AFC Asian Cup 2023 | Ả Rập Xê Út | 0–0 | Thái Lan | Doha, Qatar                           |  |
| 18:00 UTC+3                          |             |     |          | Sân vận động: Sân vận động Al Thumama |  |

| 30 tháng 1 Vòng 16 đội AFC Asian Cup 2023 | Ả Rập Xê Út | 1-1 (s.h.p.) (2–4 p)                                             | Hàn Quốc             | Al Rayyan, Qatar                              |  |
| 19:00 UTC+3                               | - Radif 46' |                                                                  | - Cho Gue-sung 90+9' | Sân vận động: Sân vận động Thành phố Giáo dục |  |
|                                           |             | Loạt sút luân lưu                                                |                      |                                               |  |
| - Kanno - Abdulhamid - Al-Najei - Ghareeb |             | - Son Heung-min - Kim Young-gwon - Cho Gue-sung - Hwang Hee-chan |                      |                                               |  |

| 21 tháng 3 Vòng loại FIFA World Cup 2026 | Ả Rập Xê Út      | 1–0                        | Tajikistan | Riyadh, Ả Rập Xê Út                                                                     |  |
| 22:00 UTC+3                              | - Al-Dawsari 23' | Report (FIFA) Report (AFC) |            | Sân vận động: Al-Awwal Park Lượng khán giả: 18,755 Trọng tài: Muhammad Taqi (Singapore) |  |

| 26 tháng 3 Vòng loại FIFA World Cup 2026 | Tajikistan   | 1–1                        | Ả Rập Xê Út       | Dushanbe, Tajikistan                                                                         |  |
| 20:00 UTC+5                              | - Soirov 80' | Report (FIFA) Report (AFC) | - Al-Buraikan 46' | Sân vận động: Sân vận động Pamir Lượng khán giả: 13,300 Trọng tài: Kim Jong-hyeok (Hàn Quốc) |  |

| 6 tháng 6 Vòng loại FIFA World Cup 2026 | Pakistan | 0–3                        | Ả Rập Xê Út                            | Islamabad, Pakistan                                                                                   |  |
| 20:30 UTC+5                             |          | Report (FIFA) Report (AFC) | - Al-Buraikan 26', 41' - Al-Juwayr 59' | Sân vận động: Sân vận động Thể thao Jinnah Lượng khán giả: 20,124 Trọng tài: Ammar Mahfoodh (Bahrain) |  |

| 11 tháng 6 Vòng loại FIFA World Cup 2026 | Ả Rập Xê Út  | 1–2                        | Jordan                          | Riyadh, Ả Rập Xê Út                                                               |  |
| --:-- UTC+3                              | - Lajami 16' | Report (FIFA) Report (AFC) | - Olwan 27' - Al-Rawabdeh 45+2' | Sân vận động: Al-Awwal Park Lượng khán giả: 17,871 Trọng tài: Adel Al-Naqbi (UAE) |  |

| 5 tháng 9 Vòng loại FIFA World Cup 2026 | Ả Rập Xê Út       | 1–1      | Indonesia   | Jeddah, Ả Rập Xê Út                                        |  |
| --:-- UTC+3                             | - Al-Juwayr 45+3' | Chi tiết | - Walsh 19' | Lượng khán giả: 42,385 Trọng tài: Adham Makhadmeh (Jordan) |  |

| 11 tháng 9 Vòng loại FIFA World Cup 2026 | Trung Quốc          | 1–2      | Ả Rập Xê Út       | Đại Liên, Trung Quốc                                                                                     |  |
| --:-- UTC+3                              | - Lajami 14' (l.n.) | Chi tiết | - Kadesh 39', 90' | Sân vận động: Sân vận động bóng đá Dalian Suoyuwan Lượng khán giả: 17,871 Trọng tài: Adel Al-Naqbi (UAE) |  |

| 10 tháng 10 Vòng loại FIFA World Cup 2026 | Ả Rập Xê Út | 0–2      | Nhật Bản                 | Jeddah, Ả Rập Xê Út                                                                                     |  |
| 21:00 UTC+3                               |             | Chi tiết | - Kamada 14' - Ogawa 81' | Sân vận động: Sân vận động Nhà vua Abdullah Lượng khán giả: 56,283 Trọng tài: Kim Jong-hyeok (Hàn Quốc) |  |

| 15 tháng 10 Vòng loại FIFA World Cup 2026 | Ả Rập Xê Út | 0–0 | Bahrain | Jeddah, Ả Rập Xê Út                                                                                 |  |
| 21:00 UTC+3                               |             |     |         | Sân vận động: Sân vận động Nhà vua Abdullah Lượng khán giả: 35,437 Trọng tài: Salman Falahi (Qatar) |  |

| 14 tháng 11 Vòng loại FIFA World Cup 2026 | Úc | 0–0      | Ả Rập Xê Út | Melbourne, Úc                                                                                          |  |
|                                           |    | Chi tiết |             | Sân vận động: Sân vận động Melbourne Rectangular Lượng khán giả: 27.491 Trọng tài: Adel Al-Naqbi (UAE) |  |

| 19 tháng 11 Vòng loại FIFA World Cup 2026 | Indonesia            | 2–0 | Ả Rập Xê Út | Jakarta, Indonesia                                                                                           |  |
|                                           | - Marselino 32', 57' |     |             | Sân vận động: Sân vận động Gelora Bung Karno Lượng khán giả: 55.970 Trọng tài: Rustam Lutfullin (Uzbekistan) |  |

| 17 tháng 12 Giao hữu | Ả Rập Xê Út                                                 | 3–1 | Trinidad và Tobago | Riyadh, Ả Rập Xê Út                                 |  |
| 16:15 UTC+3          | - Al-Shehri 13' (ph.đ.) - Al-Hamdan 53' - N. Al-Dawsari 88' |     | - Jack 90+4'       | Sân vận động: Sân vận động Hoàng tử Faisal bin Fahd |  |

| 22 tháng 12 Cúp bóng đá vịnh Ả Rập 2024 | Ả Rập Xê Út                             | 2–3 | Bahrain                                           | Kuwait City, Kuwait                                                                |  |
| 20:30 UTC+3                             | - Al-Juwayr 73' - Al-Shehri 86' (ph.đ.) |     | - Abduljabbar 19' - Al-Humaidan 38' - Marhoon 76' | Sân vận động: Sân vận động Quốc tế Jaber Al-Ahmad Trọng tài: Ahmad Al-Ali (Kuwait) |  |

| 25 tháng 12 Cúp bóng đá vịnh Ả Rập 2024 | Yemen                         | 2–3 | Ả Rập Xê Út                                           | Sulaibikhat, Kuwait                                                     |  |
| 17:25                                   | - Al-Zubaidi 8' - Sabarah 27' |     | - Kanno 30' - Al-Juwayr 57' (ph.đ.) - Al-Hamdan 90+3' | Sân vận động: Sân vận động Sulaibikhat Trọng tài: Qasim Al-Hatmi (Oman) |  |

| 28 tháng 12 Cúp bóng đá vịnh Ả Rập 2024 | Iraq              | 1–3 | Ả Rập Xê Út                                   | Kuwait City, Kuwait                               |  |
| 17:30                                   | - Mohanad Ali 64' |     | - Al-Dawsari 57' (ph.đ.) - Al-Hamdan 81', 86' | Sân vận động: Sân vận động Quốc tế Jaber Al-Ahmad |  |

| 31 tháng 12 Cúp bóng đá vịnh Ả Rập 2024 | Oman | 2–1 | Ả Rập Xê Út | Kuwait City, Kuwait                               |  |
| 20:00 UTC+3                             |      |     |             | Sân vận động: Sân vận động Quốc tế Jaber Al-Ahmad |  |

### 2025
| 20 tháng 3 Vòng loại FIFA World Cup 2026 | Ả Rập Xê Út | – | Trung Quốc |  |  |
|                                          |             |   |            |  |  |

| 25 tháng 3 Vòng loại FIFA World Cup 2026 | Nhật Bản | –        | Ả Rập Xê Út | Saitama, Nhật Bản                       |  |
| 19:35 UTC+9                              |          | Chi tiết |             | Sân vận động: Sân vận động Saitama 2002 |  |

| 5 tháng 6 Vòng loại FIFA World Cup 2026 | Bahrain | –        | Ả Rập Xê Út | Riffa, Bahrain                              |  |
|                                         |         | Chi tiết |             | Sân vận động: Sân vận động Quốc gia Bahrain |  |

| 10 tháng 6 Vòng loại FIFA World Cup 2026 | Ả Rập Xê Út | –        | Úc |  |
|                                          |             | Chi tiết |    |  |

## Ban huấn luyện
Tính đến 28 tháng 3 năm 2023
| Vị trí                  | Tên                   |
| ----------------------- | --------------------- |
| Huấn luyện viên trưởng  | Hervé Renard          |
| Trợ lý huấn luyện viên  | David Ducci           |
| Trợ lý huấn luyện viên  | Yaya Touré            |
| Trợ lý huấn luyện viên  | Alexandre Kerveillant |
| Trợ lý huấn luyện viên  | François Rodrigues    |
| Huấn luyện viên thủ môn | Saad Al-Thani         |
| Giám đốc kỹ thuật       | Nasser Larguet        |

### Lịch sử huấn luyện viên
| #  | Huấn luyện viên             | Quốc tịch            | Trận đầu tiên        | Trận cuối cùng       | Pld | W  | D  | L  | % Thắng |
| -- | --------------------------- | -------------------- | -------------------- | -------------------- | --- | -- | -- | -- | ------- |
| 1  | Abdulrahman Fawzi           | Ai Cập               | 18 tháng 10 năm 1957 | 6 tháng 9 năm 1961   | 6   | 1  | 1  | 4  | 16.67%  |
| 2  | Ali Chaouach                | Tunisia              | 1 tháng 12 năm 1967  | 17 tháng 1 năm 1969  | 2   | 1  | 0  | 1  | 50.00%  |
| 3  | George Skinner              | Anh                  | 28 tháng 3 năm 1970  | 2 tháng 4 năm 1970   | 3   | 0  | 2  | 1  | 0.00%   |
| 4  | Taha Ismail                 | Ai Cập               | 16 tháng 3 năm 1972  | 28 tháng 3 năm 1972  | 3   | 2  | 1  | 0  | 66.67%  |
| 5  | Abdo Saleh El Wahsh         | Ai Cập               | 6 tháng 3 năm 1974   | 29 tháng 3 năm 1974  | 6   | 4  | 1  | 1  | 66.67%  |
| 6  | Ferenc Puskás               | Hungary              | 21 tháng 11 năm 1975 | 11 tháng 4 năm 1976  | 16  | 5  | 1  | 10 | 31.25%  |
| 7  | Bill McGarry                | Anh                  | 5 tháng 9 năm 1976   | 22 tháng 4 năm 1977  | 12  | 3  | 2  | 7  | 25.00%  |
| 8  | Ronnie Allen                | Anh                  | 15 tháng 11 năm 1978 | 14 tháng 12 năm 1978 | 4   | 0  | 3  | 1  | 0.00%   |
| 9  | David Woodfield             | Anh                  | 24 tháng 3 năm 1979  | 8 tháng 4 năm 1979   | 6   | 3  | 2  | 1  | 50.00%  |
| 10 | Rubens Minelli              | Brasil               | 30 tháng 1 năm 1980  | 19 tháng 12 năm 1981 | 22  | 9  | 3  | 10 | 40.91%  |
| 11 | Mário Zagallo               | Brasil               | 21 tháng 3 năm 1982  | 17 tháng 3 năm 1984  | 17  | 7  | 5  | 5  | 41.18%  |
| 12 | Khalil Ibrahim Al-Zayani    | Ả Rập Xê Út          | 20 tháng 3 năm 1984  | 5 tháng 4 năm 1986   | 39  | 19 | 9  | 11 | 48.72%  |
| 13 | Carlos Castilho             | Brasil               | 7 tháng 9 năm 1986   | 5 tháng 10 năm 1986  | 7   | 4  | 2  | 1  | 57.14%  |
| 14 | Omar Borrás                 | Uruguay              | 17 tháng 2 năm 1988  | 18 tháng 3 năm 1988  | 7   | 2  | 4  | 1  | 28.57%  |
| 15 | Carlos Alberto Parreira (1) | Brasil               | 21 tháng 4 năm 1988  | 28 tháng 10 năm 1989 | 26  | 10 | 9  | 7  | 38.46%  |
| 16 | Paulo Massa                 | Brasil               | 24 tháng 9 năm 1990  | 1 tháng 10 năm 1990  | 3   | 2  | 1  | 0  | 66.67%  |
| 17 | Nelsinho Rosa               | Brasil               | 11 tháng 9 năm 1992  | 10 tháng 12 năm 1992 | 14  | 7  | 3  | 4  | 50.00%  |
| 18 | Candinho                    | Brasil               | 9 tháng 4 năm 1993   | 24 tháng 10 năm 1993 | 19  | 12 | 5  | 2  | 63.16%  |
| 19 | Mohammed Al-Kharashy (1)    | Ả Rập Xê Út          | 28 tháng 10 năm 1993 | 28 tháng 10 năm 1993 | 1   | 1  | 0  | 0  | 100.00% |
| 20 | Leo Beenhakker              | Hà Lan               | 23 tháng 1 năm 1994  | 9 tháng 2 năm 1994   | 4   | 1  | 2  | 1  | 25.00%  |
| 21 | Jorge Solari                | Argentina            | 26 tháng 3 năm 1994  | 3 tháng 7 năm 1994   | 12  | 4  | 2  | 6  | 33.33%  |
| 22 | Ivo Wortmann                | Brasil               | 1 tháng 10 năm 1994  | 13 tháng 10 năm 1994 | 5   | 3  | 0  | 2  | 60.00%  |
| 23 | Mohammed Al-Kharashy (2)    | Ả Rập Xê Út          | 19 tháng 10 năm 1994 | 8 tháng 1 năm 1995   | 11  | 6  | 1  | 4  | 54.54%  |
| 24 | Zé Mário                    | Brasil               | 8 tháng 10 năm 1995  | 27 tháng 10 năm 1996 | 20  | 9  | 5  | 6  | 45.00%  |
| 25 | Nelo Vingada                | Bồ Đào Nha           | 6 tháng 11 năm 1996  | 11 tháng 10 năm 1997 | 25  | 16 | 6  | 3  | 64.00%  |
| 26 | Otto Pfister (1)            | Đức                  | 17 tháng 10 năm 1997 | 16 tháng 12 năm 1997 | 8   | 3  | 2  | 3  | 37.50%  |
| 27 | Carlos Alberto Parreira (2) | Brasil               | 22 tháng 2 năm 1998  | 18 tháng 6 năm 1998  | 10  | 2  | 4  | 4  | 20.00%  |
| 28 | Mohammed Al-Kharashy (3)    | Ả Rập Xê Út          | 24 tháng 6 năm 1998  | 24 tháng 6 năm 1998  | 1   | 0  | 1  | 0  | 0.00%   |
| 29 | Otto Pfister (2)            | Đức                  | 11 tháng 9 năm 1998  | 11 tháng 11 năm 1998 | 11  | 9  | 2  | 0  | 81.81%  |
| 30 | Milan Máčala                | Cộng hòa Séc         | 18 tháng 6 năm 1999  | 14 tháng 10 năm 2000 | 26  | 11 | 6  | 9  | 42.31%  |
| 31 | Nasser Al-Johar (1)         | Ả Rập Xê Út          | 17 tháng 10 năm 2000 | 19 tháng 2 năm 2001  | 13  | 11 | 1  | 1  | 84.61%  |
| 32 | Slobodan Santrač            | Serbia và Montenegro | 10 tháng 7 năm 2001  | 24 tháng 8 năm 2001  | 7   | 3  | 2  | 2  | 42.86%  |
| 33 | Nasser Al-Johar (2)         | Ả Rập Xê Út          | 31 tháng 8 năm 2001  | 11 tháng 6 năm 2002  | 23  | 13 | 2  | 8  | 56.52%  |
| 34 | Gerard van der Lem          | Hà Lan               | 17 tháng 12 năm 2002 | 26 tháng 7 năm 2004  | 26  | 17 | 6  | 3  | 65.38%  |
| 35 | Martin Koopman              | Hà Lan               | 30 tháng 12 năm 2002 | 30 tháng 12 năm 2002 | 1   | 1  | 0  | 0  | 100.00% |
| 36 | Nasser Al-Johar (3)         | Ả Rập Xê Út          | 1 tháng 9 năm 2004   | 17 tháng 11 năm 2004 | 5   | 3  | 2  | 0  | 60.00%  |
| 37 | Gabriel Calderón            | Argentina            | 11 tháng 12 năm 2004 | 8 tháng 12 năm 2005  | 19  | 8  | 4  | 7  | 42.11%  |
| 38 | Marcos Paquetá              | Brasil               | 18 tháng 1 năm 2006  | 27 tháng 1 năm 2007  | 30  | 13 | 7  | 10 | 43.33%  |
| 39 | Hélio dos Anjos             | Brasil               | 24 tháng 6 năm 2007  | 7 tháng 6 năm 2008   | 22  | 15 | 3  | 4  | 68.18%  |
| 40 | Nasser Al-Johar (4)         | Ả Rập Xê Út          | 14 tháng 6 năm 2008  | 11 tháng 2 năm 2009  | 18  | 10 | 5  | 3  | 55.55%  |
| 41 | José Peseiro                | Bồ Đào Nha           | 22 tháng 3 năm 2009  | 9 tháng 1 năm 2011   | 31  | 12 | 12 | 7  | 38.71%  |
| 42 | Nasser Al-Johar (5)         | Ả Rập Xê Út          | 13 tháng 1 năm 2011  | 17 tháng 1 năm 2011  | 2   | 0  | 0  | 2  | 0.00%   |
| 43 | Rogério Lourenço            | Brasil               | 13 tháng 7 năm 2011  | 28 tháng 7 năm 2011  | 4   | 2  | 1  | 1  | 50.00%  |
| 44 | Frank Rijkaard              | Hà Lan               | 2 tháng 9 năm 2011   | 12 tháng 1 năm 2013  | 17  | 4  | 6  | 7  | 23.53%  |
| 45 | Khalid Al-Koroni            | Ả Rập Xê Út          | 9 tháng 12 năm 2012  | 15 tháng 12 năm 2012 | 3   | 1  | 1  | 1  | 33.33%  |
| 46 | Juan Ramón López Caro       | Tây Ban Nha          | 6 tháng 2 năm 2013   | 26 tháng 11 năm 2014 | 19  | 9  | 4  | 6  | 47.37%  |
| 47 | Cosmin Olăroiu              | România              | 30 tháng 12 năm 2014 | 18 tháng 1 năm 2015  | 4   | 1  | 0  | 3  | 25.00%  |
| 48 | Faisal Al Baden             | Ả Rập Xê Út          | 30 tháng 3 năm 2015  | 11 tháng 6 năm 2015  | 2   | 2  | 0  | 0  | 100.00% |
| 49 | Bert van Marwijk            | Hà Lan               | 3 tháng 9 năm 2015   | 9 tháng 5 năm 2017   | 20  | 13 | 4  | 3  | 65.00%  |
| 50 | Edgardo Bauza               | Argentina            | 10 tháng 11 năm 2017 | 13 tháng 11 năm 2017 | 2   | 0  | 0  | 2  | 0.00%   |
| 51 | Krunoslav Jurčić            | Croatia              | 22 tháng 12 năm 2017 | 28 tháng 12 năm 2017 | 3   | 1  | 1  | 1  | 33.33%  |
| 52 | Juan Antonio Pizzi          | Tây Ban Nha          | 26 tháng 2 năm 2018  | 21 tháng 1 năm 2019  | 22  | 7  | 5  | 10 | 31.82%  |
| 53 | Youssef Anbar               | Ả Rập Xê Út          | 21 tháng 3 năm 2019  | 25 tháng 3 năm 2019  | 2   | 1  | 0  | 1  | 50.00%  |
| 54 | Hervé Renard                | Pháp                 | 5 tháng 9 năm 2019   | 28 tháng 3 năm 2023  | 46  | 18 | 12 | 16 | 39.13%  |
| 55 | Laurent Bonadéi             | Pháp                 | 1 tháng 12 năm 2021  | 7 tháng 12 năm 2021  | 3   | 0  | 1  | 2  | 0.00%   |
| 56 | Saad Al-Shehri              | Ả Rập Xê Út          | 6 tháng 1 năm 2023   | 23 tháng 8 năm 2023  | 3   | 1  | 0  | 2  | 33.33%  |
| 57 | Roberto Mancini             | Ý                    | 28 tháng 8 năm 2023  | 25 tháng 10 năm 2024 | 18  | 7  | 5  | 6  | 38.89%  |
| 58 | Hervé Renard                | Pháp                 | 27 tháng 10 năm 2024 | nay                  | 2   | 0  | 1  | 1  | 00.00%  |

Ghi chú
1. ↑  Trợ lý huấn luyện viên, Laurent Bonadéi tạm thời dẫn dắt đội tuyển quốc gia cho FIFA Arab Cup 2021.
2. ↑  Trợ lý huấn luyện viên, Saad Al-Shehri tạm thời phụ trách đội tuyển quốc gia cho Cúp vùng Vịnh Ả Rập lần thứ 25. Ông một lần nữa được bổ nhiệm làm huấn luyện viên tạm thời sau khi Hervé Renard từ chức.

## Danh sách cầu thủ
Đây là đội hình chuẩn bị Cúp bóng đá vịnh Ả Rập 2024.
- Cập nhật: ngày 28 tháng 12 năm 2024 sau trận gặp  Iraq.

| Số | VT | Cầu thủ               | Ngày sinh (tuổi)  | Trận | Bàn | Câu lạc bộ |
| -- | -- | --------------------- | ----------------- | ---- | --- | ---------- |
| 21 | TM | Mohammed Al-Owais     | 10 tháng 10, 1991 | 60   | 0   | Al-Hilal   |
| 22 | TM | Ahmed Al-Kassar       | 8 tháng 5, 1991   | 8    | 0   | Al-Qadsiah |
| 1  | TM | Nawaf Al-Aqidi        | 10 tháng 5, 2000  | 5    | 0   | Al-Nassr   |
|    |    |                       |                   |      |     |            |
| 13 | HV | Yasser Al-Shahrani    | 25 tháng 3, 1992  | 82   | 2   | Al-Hilal   |
| 5  | HV | Ali Al-Bulaihi        | 21 tháng 11, 1989 | 59   | 2   | Al-Hilal   |
| 17 | HV | Hassan Al-Tambakti    | 9 tháng 2, 1999   | 37   | 0   | Al-Hilal   |
| 2  | HV | Sultan Al-Ghannam     | 6 tháng 5, 1994   | 37   | 0   | Al-Nassr   |
| 4  | HV | Ali Lajami            | 24 tháng 4, 1996  | 16   | 1   | Al-Nassr   |
| 3  | HV | Awn Al-Saluli         | 2 tháng 9, 1998   | 10   | 0   | Al-Taawoun |
| 12 | HV | Muhannad Al-Shanqeeti | 12 tháng 3, 1999  | 2    | 0   | Al-Ittihad |
| 26 | HV | Nawaf Boushal         | 16 tháng 9, 1999  | 3    | 0   | Al-Nassr   |
| 14 | HV | Saad Al-Mousa         | 10 tháng 12, 2002 | 1    | 0   | Al-Ittihad |
|    |    |                       |                   |      |     |            |
| 10 | TV | Salem Al-Dawsari      | 19 tháng 8, 1991  | 93   | 24  | Al-Hilal   |
| 23 | TV | Mohamed Kanno         | 22 tháng 9, 1994  | 61   | 4   | Al-Hilal   |
| 8  | TV | Abdulellah Al-Malki   | 11 tháng 10, 1994 | 39   | 0   | Al-Ettifaq |
| 6  | TV | Nasser Al-Dawsari     | 19 tháng 12, 1998 | 29   | 0   | Al-Hilal   |
| 7  | TV | Musab Al-Juwayr       | 20 tháng 6, 2003  | 14   | 5   | Al-Shabab  |
| 18 | TV | Mohammed Al-Qahtani   | 23 tháng 7, 2002  | 6    | 0   | Al-Hilal   |
| 16 | TV | Ayman Fallatah        | 2 tháng 10, 2003  | 0    | 0   | Damac      |
| 24 | TV | Abdulmalik Al-Oyayari | 10 tháng 12, 2003 | 0    | 0   | Neom       |
| 15 | TV | Abdulelah Hawsawi     | 2 tháng 6, 2001   | 3    | 0   | Al-Ittihad |
|    |    |                       |                   |      |     |            |
| 9  | TĐ | Firas Al-Buraikan     | 14 tháng 5, 2000  | 47   | 9   | Al-Ahli    |
| 11 | TĐ | Saleh Al-Shehri       | 1 tháng 11, 1993  | 39   | 16  | Al-Ittihad |
| 19 | TĐ | Abdullah Al-Hamdan    | 13 tháng 9, 1999  | 35   | 8   | Al-Hilal   |
| 20 | TĐ | Abdullah Radif        | 20 tháng 1, 2003  | 22   | 2   | Al-Ettifaq |
| 25 | TĐ | Abdulaziz Al-Othman   | 2 tháng 1, 2004   | 0    | 0   | Al-Qadsiah |

### Từng triệu tập
| Vt | Cầu thủ              | Ngày sinh (tuổi)  | Số trận | Bt | Câu lạc bộ | Lần cuối triệu tập               |
| --- | -------------------- | ----------------- | ------- | -- | ---------- | -------------------------------- |
| TM | Mohammed Al-Rubaie   | 14 tháng 8, 1997  | 7       | 0  | Al-Hilal   | Cúp bóng đá vịnh Ả Rập 2024PRE   |
| TM | Abdulrahman Al-Sanbi | 3 tháng 2, 2001   | 0       | 0  | Al-Ahli    | v. Indonesia, 19 November 2024   |
| TM | Hamed Al-Shanqiti    | 26 tháng 4, 2005  | 0       | 0  | Al-Ittihad | v. Indonesia, 19 November 2024   |
| TM | Raghed Al-Najjar     | 20 tháng 9, 1996  | 1       | 0  | Al-Nassr   | v. Bahrain, 15 October 2024      |
| |                      |                   |         |    |            |                                  |
| HV | Abdulelah Al-Amri    | 15 tháng 1, 1997  | 28      | 1  | Al-Ittihad | Cúp bóng đá vịnh Ả Rập 2024 INJ  |
| HV | Saud Abdulhamid      | 18 tháng 7, 1999  | 41      | 1  | Roma       | v. Indonesia, 19 November 2024   |
| HV | Hassan Kadesh        | 27 tháng 9, 1992  | 11      | 2  | Al-Ittihad | v. Bahrain, 15 October 2024      |
| HV | Rayan Hamed          | 13 tháng 4, 2002  | 3       | 0  | Al-Ahli    | v. Bahrain, 15 October 2024      |
| HV | Hussain Al-Sibyani   | 24 tháng 6, 2001  | 1       | 0  | Al-Shabab  | v. Bahrain, 15 October 2024      |
| HV | Meshal Al-Sebyani    | 11 tháng 4, 2001  | 2       | 0  | Al-Ettifaq | v. Nhật Bản, 10 October 2024     |
| HV | Moteb Al-Harbi       | 20 tháng 2, 2000  | 7       | 0  | Al-Hilal   | v. Indonesia, 5 September 2024   |
| HV | Mohammed Al-Breik    | 15 tháng 9, 1992  | 46      | 1  | Neom       | v. Jordan, 11 June 2024          |
| HV | Mohammed Al-Fatil    | 4 tháng 1, 1992   | 15      | 1  | Al-Nassr   | v. Tajikistan, 26 March 2024     |
| HV | Fawaz Al-Sqoor       | 23 tháng 4, 1996  | 5       | 0  | Al-Ittihad | v. Tajikistan, 26 March 2024     |
| HV | Waleed Al-Ahmed      | 3 tháng 5, 1999   | 2       | 0  | Al-Taawoun | v. Tajikistan, 21 March 2024 INJ |
| |                      |                   |         |    |            |                                  |
| TV | Abdullah Al-Khaibari | 16 tháng 8, 1996  | 26      | 0  | Al-Nassr   | Cúp bóng đá vịnh Ả Rập 2024 INJ  |
| TV | Faisal Al-Ghamdi     | 13 tháng 8, 2001  | 12      | 1  | Beerschot  | v. Indonesia, 19 November 2024   |
| TV | Marwan Al-Sahafi     | 17 tháng 2, 2004  | 4       | 0  | Beerschot  | v. Indonesia, 19 November 2024   |
| TV | Saad Al-Nasser       | 8 tháng 1, 2001   | 3       | 0  | Al-Taawoun | v. Indonesia, 19 November 2024   |
| TV | Salman Al-Faraj      | 1 tháng 8, 1989   | 73      | 9  | Neom       | v. Úc, 14 November 2024 INJ      |
| TV | Abdulrahman Ghareeb  | 31 tháng 3, 1997  | 31      | 3  | Al-Nassr   | v. Bahrain, 15 October 2024      |
| TV | Ayman Yahya          | 14 tháng 5, 2001  | 13      | 0  | Al-Nassr   | v. Bahrain, 15 October 2024      |
| TV | Ali Al-Asmari        | 12 tháng 1, 1997  | 5       | 0  | Al-Ahli    | v. Bahrain, 15 October 2024      |
| TV | Hamed Al-Ghamdi      | 2 tháng 4, 1999   | 3       | 0  | Al-Ittihad | v. Bahrain, 15 October 2024      |
| TV | Fahad Al-Muwallad    | 14 tháng 9, 1994  | 80      | 17 | Al-Shabab  | v. Trung Quốc, 10 September 2024 |
| TV | Mukhtar Ali          | 30 tháng 10, 1997 | 13      | 0  | Al-Nassr   | v. Trung Quốc, 10 September 2024 |
| TV | Abbas Al-Hassan      | 22 tháng 2, 2004  | 4       | 0  | Neom       | v. Indonesia, 5 September 2024   |
| TV | Sami Al-Najei        | 7 tháng 2, 1997   | 22      | 2  | Al-Nassr   | v. Jordan, 11 June 2024          |
| TV | Eid Al-Muwallad      | 14 tháng 12, 2001 | 2       | 0  | Al-Okhdood | 2023 AFC Asian Cup               |
| TV | Ali Hazazi           | 18 tháng 2, 1994  | 8       | 0  | Al-Qadsiah | 2023 AFC Asian Cup PRE           |
| TV | Khalid Al-Ghannam    | 7 tháng 11, 2000  | 3       | 0  | Al-Hilal   | 2023 AFC Asian Cup PRE           |
| |                      |                   |         |    |            |                                  |
| TĐ | Haroune Camara       | 1 tháng 1, 1998   | 12      | 0  | Al-Shabab  | Cúp bóng đá vịnh Ả Rập 2024 PRE  |
| TĐ | Mohammed Maran       | 15 tháng 2, 2001  | 8       | 0  | Al-Nassr   | v. Bahrain, 15 October 2024      |
| TĐ | Talal Haji           | 16 tháng 9, 2007  | 1       | 0  | Al-Ittihad | 2023 AFC Asian Cup               |
| - INJ Cầu thủ đã rút khỏi đội do chấn thương. - PRE Đội hình sơ bộ. - RET Đã giải nghệ khỏi đội tuyển quốc gia. - SUS Cầu thủ đang chịu án treo giò. - WD Cầu thủ đã rút khỏi đội do vấn đề không liên quan đến chấn thương. |                      |                   |         |    |            |                                  |

### Kỷ lục
Tính đến 20 tháng 11 năm 2018
| #  | Tên                  | Số trận | Bàn thắng | Thời gian thi đấu |
| -- | -------------------- | ------- | --------- | ----------------- |
| 1  | Mohamed Al-Deayea    | 178     | 0         | 1993–2006         |
| 2  | Mohammed Al-Khilaiwi | 163     | 3         | 1992–2001         |
| 3  | Sami Al-Jaber        | 156     | 46        | 1992–2006         |
| 4  | Abdullah Zubromawi   | 142     | 3         | 1993–2002         |
| 5  | Osama Hawsawi        | 138     | 7         | 2006–2018         |
| 5  | Hussein Abdulghani   | 138     | 5         | 1996–2018         |
| 7  | Taisir Al-Jassim     | 134     | 19        | 2004–2018         |
| 8  | Saud Kariri          | 133     | 7         | 2001–2015         |
| 9  | Mohamed Al-Jawad     | 121     | 7         | 1981–1994         |
| 10 | Mohammad Al-Shalhoub | 117     | 19        | 2000–2012         |

| # | Tên                 | Bàn thắng | Số trận | Thời gian thi đấu |
| - | ------------------- | --------- | ------- | ----------------- |
| 1 | Majed Abdullah      | 71        | 116     | 1978–1994         |
| 2 | Sami Al-Jaber       | 46        | 156     | 1992–2006         |
| 3 | Yasser Al-Qahtani   | 42        | 112     | 2002–2013         |
| 4 | Obeid Al-Dosari     | 41        | 94      | 1994–2002         |
| 5 | Talal Al-Meshal     | 32        | 60      | 1998–2006         |
| 6 | Mohammad Al-Sahlawi | 28        | 42      | 2009–2018         |
| 6 | Khaled Al-Muwallid  | 28        | 114     | 1988–1998         |
| 8 | Fahad Al-Mehallel   | 25        | 87      | 1992–1999         |
| 9 | Saeed Al-Owairan    | 24        | 75      | 1992–1998         |
| 9 | Ibrahim Al-Shahrani | 24        | 86      | 1997–2005         |